# Hermann Urbanek
Hermann Urbanek (* 1. August 1948 in Wien) ist ein österreichischer Redakteur, Sachbuchautor und Science-Fiction-Experte.

## Leben und Wirken
Urbanek studierte einige Semester Mathematik und Physik an der Universität Wien. Ab 1973 war er für eine Handelsfirma für medizinisch-technische Geräte tätig. In den 1980er Jahren war er Mitarbeiter des Perry Rhodan Magazine. Ab 1986 veröffentlichte er Berichte, Essays und Kritiken im Kompendium SF Jahr des Heyne Verlages, ab 2000 im Fantasy-Jahrbuch Magira des Fantasy-Clubs. Von 2004 bis 2011 war er Redakteur bei der Zeitschrift Space View. Für Joachim Körbers Bibliographisches Lexikon der utopisch-phantastischen Literatur verfasste er Biographien und Bibliographien mehrerer hundert Science-Fiction- und Fantasy-Autoren, darunter fast aller Autoren der Perry-Rodan-Reihe. Weiterhin ist er Autor des dritten Bandes der Perry-Rhodan-Chronik (Perry Rhodan – Die Chronik: Biografie der größten Science Fiction-Serie der Welt: Zu neuen Ufern) und Übersetzer der 2018 in zwei Bänden erschienenen Comicstrips von Rip Kirby.
Für seine Beiträge in den Andromeda Nachrichten, dem SF Jahr und anderen Publikationen erhielt er 1998 den Sonderpreis des Kurd-Laßwitz-Preises. Für die Herausgabe des Lexikons der Fantasy-Literatur wurde er 2005 gemeinsam mit Hans Joachim Alpers, Werner Fuchs, Ronald M. Hahn und Jörg Martin Munsonius mit dem Deutschen Fantasy Preis ausgezeichnet.